# Обон (праздник)
Обон (яп. お盆) или Бон (яп. 盆) — японский трёхдневный праздник поминовения усопших. Согласно традиции считается, что в это время года души усопших возвращаются к живым и посещают своих родных. Нередко его называют Праздником фонарей, потому что с наступлением темноты они вывешиваются родными — дабы души усопших могли найти дорогу домой. В современном Обоне сплетаются исконные традиции и буддийские обычаи, складывающие его истоки. Несмотря на то, что Обон не является государственным праздником, многие компании закрывают свои офисы на эти три дня, и работники возвращаются в свой родной дом, в результате чего транспортная сеть перегружается.

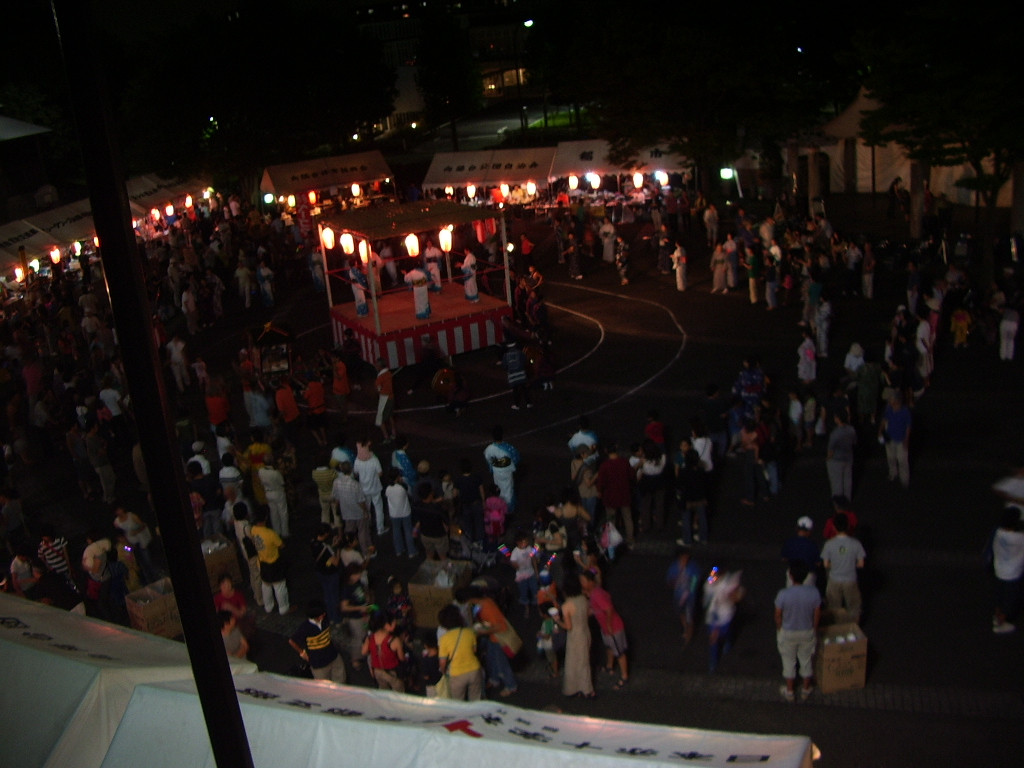
Бон одори в Инаги, Токио

Обон — один из важнейших буддийских праздников. В храмах в это время происходит чтение священных книг, родственники кладут свои подношения к алтарям. К вечеру в парках можно увидеть специальный исполняющийся под звуки фольклорной музыки и пения танец — бон одори — призванный успокоить души предков. Многие надевают юката для исполнения этого танца. Закрывается праздник торжественным торо нагаси (яп. 灯籠流し то:ро: нагаси) — красочные бумажные фонарики со свечами пускаются по реке или морю, указывая душам безопасный путь в царство мёртвых.
Исторически, Обон праздновался с 13 по 15 день седьмого месяца по лунному календарю. После перехода Японии на григорианский календарь в 1873 году, некоторые люди начали праздновать его по новому календарю (13—15 июля), некоторые 13—15 августа (поскольку это ближе к традиционной дате), а некоторые по старому лунному календарю. В последнее время вместе со спадом соблюдения религий, стала преобладать августовская дата. Кроме того, на это время приходится метеорный поток, который как нельзя лучше ассоциируется с душами умерших. В современной Японии дата празднования Обона различается в разных частях страны:
- 13—15 августа (яп. ８月盆 Хатигацу Бон) — бо́льшая часть страны;
- 13—15 июля (яп. ７月盆 Ситигацу Бон) — в некоторых районах Токио, в Иокогаме и в некоторых частях Тохоку;
- по старому лунному календарю (яп. 旧盆 Кю: Бон) — на севере Канто, в некоторых частях Тюгоку, Сикоку и Кюсю, и на Окинаве[1][2].

## Происхождение праздника
Слово «Обон» — это сокращение от японизированного названия буддистского праздника Улламбана (дев. उल्लम्बन; яп. 盂蘭盆会, урабонъэ), что на санскрите означает «висение вверх ногами» и подразумевает великое страдание. В Улламбана-сутре (англ. Ullambana Sutra) рассказывается история про Мокурэна (Маудгальяяну), ученика Будды, который использовал свои способности, чтобы повидаться со своей умершей матерью. Он обнаружил, что та попала в мир голодных духов и сильно страдала. Взволнованный, он пошёл к Будде и спросил, как ему вызволить свою мать. Будда посоветовал ему сделать приношения еды, благовоний и светильников множеству монахов, которые вернулись из летнего уединения, на пятнадцатый день седьмого месяца. Ученик сделал это, и его мать была освобождена.
Согласно легенде, он также стал замечать её прошлую бескорыстность и жертвы, на которые она пошла для него. Ученик от счастья, что его мать свободна, и в благодарность за её доброту стал танцевать. Считается, что от его танца и пошёл Бон одори, танец памяти предков и благодарности за их жертвы.

## Бон одори
Бон одори (яп. 盆踊り) — традиционный японский танец, исполняемый во время празднования Обон и символизирующий выражения благодарности предкам.

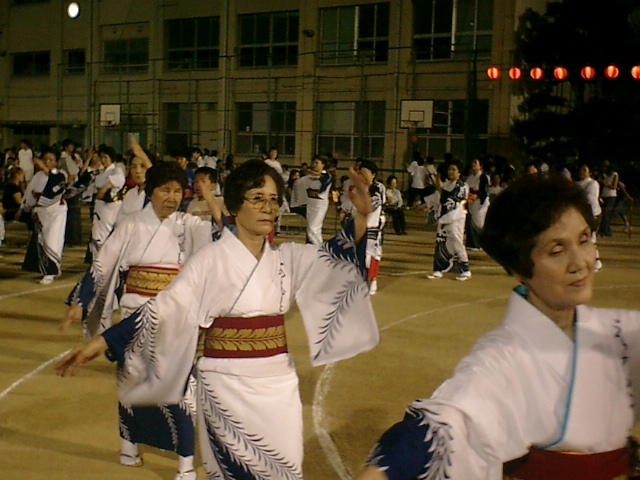
Танцоры Бон одори (Август 2004 г. Начальная школа Имадзу в г. Осака)

Каждый регион Японии имеет собственную музыку и движения. Музыкой могут быть песнопения, имеющие отношения к общению с духами или к местному фольклору. Вследствие этого бон одори может существенно различаться в зависимости от места проведения. Северная часть Японии, Хоккайдо, известна своей песнью «Соран буси» (яп. ソーラン節). Песнь «Токё ондо» происходит от Токио (яп. 東京 то:кё:). Токусима на Сикоку известна танцем «Ава-одори» (яп. 阿波踊り, также известен, как «танец дураков»), а далеко на юге, на Кагосиме, поют «Охара буси».
Типичный бон одори представляет собой хоровод вокруг высокой деревянной постройки под названием ягура (яп. 櫓, букв. «башня»), возведённой специально для праздника. Ягура также служит помостом для музыкантов и певцов. Танцоры могут двигаться как по, так и против часовой стрелки вокруг ягуры. В некоторых танцах направление может меняться, хотя обычно оно постоянно. Время от времени, танцоры перестают кружить и двигаются к и от ягуры. Также некоторые танцы, как «охара буси» и «ава одори», проводятся в виде процессии по улицам города.
Танец отдельного региона может изображать историю данного региона и его специализацию. Например, движения танца «танко буси» (песня добычи угля) старой шахты Микэ на Кюсю демонстрируют движения шахтёров, добывающих уголь (копание, погрузка, развешивание фонарей…). Все танцоры исполняют эти движения в унисон.
Во время танца могут также использоваться специальные предметы: веера, полотенца тэнугуи, деревянные трещотки кати-кати. Например «ханагаса одори» префектуры Ямагата исполняется с украшенной цветами соломенной шляпой.
Музыка может не ограничиваться фольклорной музыкой. Некоторые современные энка (японские баллады) и мелодии с ритмом для марша также используются для бон одори, например «покэмон ондо», завершающая серии популярного в Японии аниме Покемон.
Традиция бон одори была заложена в конце периода Муромати как публичное развлечение. Со временем изначальная религиозность танца спала и он стал просто ассоциироваться с летом.